# أمل سكر
أمل سُكَّر (1359- 1432 هـ / 1941- 2011 م)، ممثلة سورية، عُرفت في الستينيات باسمها الفني (أمل مراد). وهي شقيقة الممثلتين ملك سكر، وألفت سكر. اعتزلت الفن عام 1985 وحجَّت إلى بيت الله، وتحجَّبت وانقطعت للعبادة.

## سيرتها
وُلدت أمل محمد أحمد سُكَّر في دمشق، عام 1359هـ/ 1941م. بدأت حياتها المهنية مضيفةَ طيران، وظلَّت تعمل بها إلى أن أقنعتها شقيقتها الممثلة ملك سكر بدخول عالم الفن، فاستقالت من الطيران عام 1962.
كانت انطلاقتها الفنية عام 1962 في الحلَقات التلفازية "ساعي البريد" من إخراج المخرج سليم قطايا. أما في المسرح فكانت انطلاقتها مع «فرقة ندوة الفكر والفن» التي يديرها الدكتور رفيق الصبان. سافرت إلى القاهرة عام 1964، وحلَّت ضيفةً على الموسيقار فريد الأطرش، واشتركت في فِلم "العقل والمال" مع إسماعيل ياسين، وحسن فائق، وطروب، ومديحه كامل، وكان اسمها الفني آنذاك أمل مراد.
أكملت مشوارها الفني في الستينيات بعددٍ من الأفلام المهمَّة منها: "صقر العرب" مع سمير عبد الله لاما، ومحمود سعيد، وسميرة بارودي. و"الفرقة 7" مع إبراهيم خان، وفريال كريم. و"موَّال" مع صباح، ووديع الصافي. و"عتاب" مع مُحرَّم فؤاد، وسميرة توفيق، وملك سكَّر. و"القاهرون" مع سميرة توفيق، وفهد بلَّان.
أشهر أعمالها كان مسلسل "الأميرة الشمَّاء" ومسلسل "جابر وجُبَير" في السبعينيات.
اعتزلت الفن في النصف الثاني من ثمانينيات القرن العشرين.

## أعمالها

### أفلام
- الاتجاه المعاكس.
- الشمس في يوم غائم.
- النصابين الخمسة.
- غرام المهرج.
- موال.
- العقل والمال.

### مسلسلات
- أسعد الوراق، 1975.
- حارة الملح، 1980.
- الأجنحة، 1984.
- حصاد السنين، 1985.
- الأميرة الشمَّاء.
- قلوب تحترق.
- طائر الأيام العجيبة.

## زواجها ومحنتها
تزوَّجها أميرٌ سعودي، وولدت منه طفلةً اسمها فاتن، ورغب زوجها في أن تترك العمل الفني للتفرُّغ لابنتها وأسرتها، لكنَّها أصرَّت على الاستمرار في مسيرتها الفنية، فحصل الانفصال بينهما عام 1962، وسافر وحرمها من رؤية ابنتها. ثم بعد مشاركتها في فِلم (عتاب) تزوَّجها المُنتج اللبناني حسين فواز نحو عام 1964، ولم يستمرَّ زواجُهما أكثر من ثلاث سنوات، ثم انفصلا.
في عام 1972 أُصيبت بسرطان الثدي، وأُجريت لها جِراحة استئصال للثدي ناجحة. وبقي الحنينُ إلى ابنتها يؤرِّق حياتها، فقرَّرت السفر إلى أمريكا للبحث عنها، وقد بلغها أن زوجها أقام هناك. نزلت ضيفةً على شقيقتها شاهيناز، واستمرَّت تنتقل من ولاية إلى أُخرى بحثًا عنها، وتحمَّلت الكثير من الأعباء، واضطُرَّت إلى العمل ساعاتٍ طويلة نادلةً في مقهى، وبائعةً  في محطَّة وَقود، لتنفق على نفسها. وشعرت بالإرهاق ومرارة الإخفاق دون نتيجة، فقرَّرت العودة إلى سوريا بعدما فقدت الأمل تمامًا، وأسلمت أمرها لله. ولم يكن لديها بيتٌ في بلدها تعيش فيه، فحلَّت ضيفةً على أختها فريال في شارع بغداد بدمشق. ولم تجد أدوارًا  فنية تناسبها، سوى بعض الأدوار القصيرة والثانوية التي لا تكاد تُذكَر، منها مسرحية عُرضت في بعض المحافظات مع صلاح قصَّاص، وسعاد عمر، ووفاء بشُّور.
في عام 1985 قرَّرت اعتزالَ الفن والحجَّ إلى بيت الله، وكانت تُكثر من الدعاء أن يجمعَها الله بابنتها قبل أن تموت. وذات يوم من أيام الحج، وكانت في غرفتها تصلِّي وتستغفر وتدعو ربها، طُرق بابها، وحين فتحت الباب كانت المفاجأة الكبرى، فقد حضرت ابنتُها التي تكاد تكون صورةً عنها، مع أبيها الأمير زوجها السابق! وأخبرها طليقُها أنه حين علم باعتزالها التمثيل، وقدومها إلى الحج، قرَّر أنه آن الأوانُ أن تلتقي بابنتها. تقول أمل: لم أجد كلامًا يُقال أمام عظمة الخالق سبحانه، فقد بحثتُ عن ابنتي 25 سنة في كل مكان ولم أجدها، وحين قرَّرتُ الحج، رأيتها أمامي، إنها معجزة بكل معنى الكلمة.
بعد عودتها من الحج وقد منَّ الله عليها باستجابة دعائها ولقاء ابنتها بعد طول فراق، اعتزلت أصدقاء الفن تمامًا، والتزمت الحجاب، وانقطعت للعبادة والطاعة.

## وفاتها وتأبينها
توفيت أمل سكر يوم الجمعة 6 ربيع الآخر 1432هـ الموافق 11 مارس (آذار) 2011م.
وقد أقامت نقابة الفنانين السوريين حفل تأبين لها، حضره السيدة فاديا خطاب نقيب الفنانين في سورية، وأعضاء مجلس نقابة الفنانين، والفنانة سحر فوزي، وزملاء الراحلة وعائلتها وأصدقاؤها وحشد كبير من جمهورها.

## وصلات خارجية
- أمل سكر على موقع IMDb (الإنجليزية)
- أمل سكر على موقع قاعدة بيانات الأفلام العربية